# Cleidogona ceibana
Cleidogona ceibana är en mångfotingart som beskrevs av Chamberlin 1922. Cleidogona ceibana ingår i släktet Cleidogona och familjen Cleidogonidae. Inga underarter finns listade i Catalogue of Life.